# Spooks – Im Visier des MI5
Spooks – Im Visier des MI5 (Originaltitel: Spooks) ist eine BAFTA-prämierte britische Fernsehserie, die von 2002 bis 2011 von der unabhängigen Produktionsgesellschaft KUDOS für BBC One produziert wurde.

## Inhalt
Die Serie handelt von Fällen der Abteilung D des britischen Inlandsgeheimdienstes MI5. Die fiktive Abteilung unter Leitung von Harry Pearce ist für Terrorismusbekämpfung zuständig. Zur Bekämpfung des Terrors infiltrieren die Geheimagenten das Umfeld verdächtiger Personen, um Details ihrer Pläne zu erfahren und diese zu vereiteln. Dafür setzen sie auch Abhörmethoden ein und nutzen das dichte Netz an Überwachungskameras in London.
Das Drehbuch zur ersten Staffel wurde bereits vor den Terroranschlägen des 11. September 2001 in New York geschrieben, nimmt aber in späteren Staffeln häufig Bezug zu aktuellen Themen wie den Terroranschlägen in London. Auch die Konkurrenz zum CIA und die politische Freundschaft zwischen dem Vereinigten Königreich und den USA werden thematisiert.
In der ersten Staffel sehen sich die Geheimagenten unter anderem Terroristen der Lebensrechtsbewegung gegenüber und verhindern die Veröffentlichung von Memoiren eines ehemaligen Angehörigen des Geheimdiensts. In der letzten Folge bietet ein IRA-Terrorist Informationen über einen bevorstehenden Anschlag auf ein Atomkraftwerk im Tausch dagegen an, dass ein kleinerer Anschlag in der Londoner Innenstadt gewährt wird. Er überreicht die Informationen auf einem Laptop, der sich als Sprengfalle herausstellt.
Die vierte Staffel beginnt mit einer Doppelfolge, an deren Anfang ein Anschlag in der Londoner Innenstadt steht und eine weitere Explosion am Bahnhof King’s Cross vereitelt wird. Trotz der Parallelen zu den tatsächlichen Terroranschlägen in London am 7. Juli 2005, die erst nach Abschluss der Dreharbeiten stattfanden, strahlte die BBC die Doppelfolge ungekürzt aus.
In den folgenden Staffeln rücken zunehmend islamistischer Terror und die Mafia in den Mittelpunkt, oft stehen wegen der Bedrohung internationale Konferenzen und Abkommen auf britischem Boden vor dem Scheitern oder die wirtschaftliche oder politische Stabilität Großbritanniens vor dem Zusammenbruch. In einigen Folgen geht die Gefahr aber auch von Einzeltätern aus, die Anschläge auf sensible Infrastruktur planen (zum Beispiel auf die Thames Barrier) oder an Geheimdienstinformationen gelangen.
Die sechste Staffel basiert auf einem zusammenhängenden Plot um das iranische Atomprogramm und verschiedene Geheimdienstmächte, die eine Kooperation des Vereinigten Königreichs mit dem Iran sabotieren oder vorantreiben.
Die siebte Staffel beginnt mit dem Tod des Protagonisten Adam Carter, der seit der dritten Staffel dabei ist. Ihn ersetzt nach einiger Zeit der aus russischer Gefangenschaft zurückgekehrte Lucas North. Das Thema dieser Staffel ist der Einfluss der russischen Mafia und des FSB auf Terroraktivitäten in London.
In der neunten Staffel stellt sich heraus, dass Lucas North in Wahrheit John Bateman heißt und die Identität eines ermordeten Anwärters für den Geheimdienst angenommen hat. Ein Bekannter von damals erpresst ihn mit diesem Wissen und verlangt, dass John ihm eine Akte besorgt, die eine Blaupause einer genetischen Waffe enthält. John gelangt schließlich an die Akte und übergibt sie chinesischen Geheimagenten.

## Hintergründe
Der Originaltitel leitet sich von der im englischen Sprachraum umgangssprachlichen Bezeichnung für Spione ab, da die Serie sich mit den Nachrichtenoffizieren des MI5 beschäftigt, die ihr Hauptquartier im Thames House in London haben. In den USA und Kanada heißt die Serie MI5, da das Wort „spook“ in diesen Ländern auch eine diskriminierende Bedeutung hat.
Die Sendung wurde von dem Schriftsteller David Wolstencroft entworfen. Die Musik der dritten Staffel wurde von Film- und Fernsehkomponist Sheridan Tongue und Jennie Muskett geschrieben, für die sie auch eine BAFTA-Nominierung für die beste Originalfernsehmusik erhielten.

## Besetzung
| Schauspieler         | Rollenname         | Beschreibung                                     | Staffel(n) | Folge(n)    | Jahr                 | Synchronsprecher       |
| -------------------- | ------------------ | ------------------------------------------------ | ---------- | ----------- | -------------------- | ---------------------- |
| Peter Firth          | Sir Harry Pearce   | Leiter des MI5                                   | 1–10       | 1–86        | 2002–2011            | Frank-Otto Schenk      |
| Lara Pulver          | Erin Watts         | Abteilungsleiterin der Sektion D                 | 10         | 81–86       | 2011                 | Victoria Sturm         |
| Sam Reid             | Young Harry        |                                                  | 10         | 81–86       | 2011                 |                        |
| Geoffrey Streadfeild | Callum Reed        | Junior-Agent der Sektion D                       | 10         | 81–86       | 2011                 | Thomas Arnold          |
| Jonathan Hyde        | Ilya Gavrik        | Russischer Außenminister                         | 10         | 81–86       | 2011                 | Hans-Jürgen Dittberner |
| Alice Krige          | Elena Gavrik       | Gavriks Ehefrau                                  | 10         | 81–86       | 2011                 | Isabella Grothe        |
| Max Brown            | Dimitri Levendis   | Piraterie- und Terrorismus-Agent der Sektion D   | 9–10       | 73–86       | 2010–2011            | Martin Kautz           |
| Simon Russell Beale  | William Towers     | Britischer Innenminister                         | 9–10       | 73–86       | 2010–2011            | Reinhard Scheunemann   |
| William Hope         | Jim Coaver         | Vizedirektor der CIA                             | 10         | 81–85       | 2011                 | Till Hagen             |
| Shazad Latif         | Tariq Masood       | Techniker und Datenanalytiker der Sektion D      | 8–10       | 66–82       | 2009–2011            | Arne Stephan           |
| Nicola Walker        | Ruth Evershed      | Geheimdienstanalytikerin der Sektion D           | 2–5, 8–10  | 8–41, 65–86 | 2003–2006, 2009–2011 | Cathrin Vaessen        |
| Sophia Myles         | Beth Bailey        | Junior-Agentin der Sektion D                     | 9          | 73–80       | 2010                 | Luise Helm             |
| Richard Armitage     | Lucas North        | Einsatzleiter und Senior-Agent der Sektion D     | 7–9        | 57–80       | 2008–2010            | Wolfgang Wagner        |
| Hugh Simon           | Malcolm Wynn-Jones | Techniker und Datenanalytiker der Sektion D      | 1–9        | 1–65,78-79  | 2002–2010            | Rainer Gerlach         |
| Robert Glenister     | Nicholas Blake     | Britischer Innenminister                         | 5–9        | 38–70, 73   | 2006–2010            | Helmut Gauß            |
| Genevieve O’Reilly   | Sarah Caulfield    | Verbindungsagentin der CIA                       | 8          | 65–72       | 2009                 | Debora Weigert         |
| Hermione Norris      | Ros Myers          | Einsatzleiterin und Senior-Agentin der Sektion D | 5–8        | 38–72       | 2006–2009            | Judith Brandt          |
| Miranda Raison       | Jo Portman †       | Junior-Agentin der Sektion D                     | 4–8        | 31–67       | 2005–2009            | Sabine Mazay           |
| Gemma Jones          | Connie James †     | Analytikerin der Sektion D                       | 6–7        | 48–64       | 2007–2008            | Evelyn Gressmann       |
| Alex Lanipekun       | Ben Kaplan †       | Junior-Agent der Sektion D                       | 6–7        | 51–63       | 2007–2008            | Tommy Morgenstern      |
| Rupert Penry-Jones   | Adam Carter †      | Abteilungsleiter Sektion D                       | 3–7        | 17–57       | 2004–2008            | Alexander Doering      |
| Anna Chancellor      | Juliet Shaw        | Nationale Sicherheitskoordinatorin               | 4–6        | 27–54       | 2005–2007            | Heike Schroetter       |
| Raza Jaffrey         | Zafar Younis †     | Junior-Agent der Sektion D                       | 2–6        | 26–47       | 2004–2007            | Karlo Hackenberger     |
| Rory MacGregor       | Colin Wells †      | Techniker und Datenanalytiker der Sektion D      | 1–5        | 2–37        | 2002–2006            | Jan Kurbjuweit         |
| Olga Sosnovska       | Fiona Carter †     | Agentin des MI6                                  | 3–4        | 20–33       | 2004–2005            | Gundi Eberhard         |
| Shauna Macdonald     | Sam Buxton         | Analysemitarbeiterin von Sektion D des MI5       | 2–3        | 7–26        | 2003–2004            | Tina Haseney           |
| David Oyelowo        | Danny Hunter †     | Junior-Agent der Sektion D                       | 1–3        | 1–26        | 2002–2004            | Bernhard Völger        |
| Keeley Hawes         | Zoe Reynolds       | Junior-Agentin der Sektion D                     | 1–3        | 1–22        | 2002–2004            | Silke Matthias         |
| Matthew Macfadyen    | Tom Quinn          | Einsatzleiter und Senior-Agent der Sektion D     | 1–3, 10    | 1–18, 86    | 2002–2004, 2011      | Marcus Off             |
| Megan Dodds          | Christine Dale     | CIA-Agentin                                      | 1–3        | 1–17        | 2002–2004            | Debora Weigert         |
| Natasha Little       | Vicki Westbrook    | Quinns Exfreundin                                | 2          | 7–12        | 2003                 | Cathlen Gawlich        |
| Jenny Agutter        | Tessa Phillips     | Senior-Agentin der Sektion D                     | 1–2        | 1–15        | 2002–2003            | Ulrike Hübschmann      |

Es gibt regelmäßig Gastauftritte von bekannten Schauspielern, wie z. B. Hugh Laurie, Ian McDiarmid, Jimi Mistry, Andy Serkis, Rupert Graves, Anton Lesser, Alexander Siddig, Benedict Cumberbatch und Anthony Stewart Head.

## Ausstrahlung

### Großbritannien
Die Serie lief in Großbritannien zwischen Mai 2002 und Oktober 2011. Es wurden zehn Staffeln ausgestrahlt. Im August und September 2008 wurden sechs Folgen von Spooks: Code 9, einem Spin-off der Serie, gesendet.

### Deutschland
In Deutschland wird Spooks unter dem Titel Im Visier des MI5 seit dem 3. September 2008 von dem Sender FOX Channel zuerst ausgestrahlt. Außerdem sendet ZDFneo montags um 23.20 Uhr die Serie unter dem Titel Spooks – Im Visier des MI5. Die neunte Staffel wurde zwischen dem 18. Februar und dem 15. April 2013 gesendet; die zehnte Staffel wurde seit dem 22. April 2013 ausgestrahlt.

## Fortsetzung
2015 wurde die Serie mit dem Spielfilm Spooks – Verräter in den eigenen Reihen fortgesetzt. Harry Pearce und ein verändertes Team arbeiten wieder gegen Terroristen.

## Auszeichnungen
- 2003 – BAFTA Awards – Beste Drama-Serie
- 2003 – Royal Television Society Awards – Beste Drama-Serie[9]
- 2003 – Broadcast Awards – Beste Drama-Serie
- 2003 – BBC Drama Awards – Bestes Drama[10]
- 2003 – BBC Drama Awards – Beste Drama-Website[10]
- 2008 – BAFTA Awards – BAFTA für Interaktivität für die Website Spooks Interactive[11]